# 克雷斯特 (喬治亞州)
克雷斯特（英語：Crest）是位於美國喬治亞州阿普森縣的一個人口普查指定地區。

## 地理
克雷斯特的座標為32°55′55″N 84°26′41″W / 32.93194°N 84.44472°W，而該地最高點為海拔高度256米（即840英尺）。

## 人口
根據2010年美國人口普查的數據，克雷斯特的面積為5.00平方千米，當中陸地面積為5.00平方千米，而水域面積為5.00平方千米。當地共有人口500人，而人口密度為每平方千米100人。